# Odznaka „Zasłużony Działacz Kultury Fizycznej”
Odznaka „Zasłużony Działacz Kultury Fizycznej” – polskie resortowe odznaczenie cywilne w postaci odznaki, przyznawanej w celu nagrodzenia wyjątkowych zasług dla umasowienia kultury fizycznej i sportu. Od 1971 podzielona była na trzy stopnie: złoty, srebrny i brązowy. Nadawana była w latach 1950–1996 oraz 1997–2003, kiedy została przekształcona przez ministra edukacji narodowej i sportu w odznakę „Za Zasługi dla Sportu”.